# Ramphocelus sanguinolentus
Ramphocelus sanguinolentus là một loài chim trong họ Thraupidae.